# Peugeot Frères Industrie
Peugeot Frères Industrie est une société holding, filiale à 100% des Établissements Peugeot Frères, qui a pour mission, au travers de ses filiales, licences et projets, de poursuivre le développement de la marque Peugeot, née en 1810, dans différents secteurs de l’équipement de la maison et des familles.

## Histoire
En 1992, Jean-Claude Fornage dirige une usine de la société Stanley à Besançon. Celle-ci fabrique entre autres activités des noix ou mécanismes de moulins à poivre et à sel. Il redéploie alors cette activité et relance les moulins Peugeot. La nouvelle société est baptisée PSP, pour « Poivrières Salières Production ». Les Établissements Peugeot Frères détiennent alors 27 % du capital de PSP. La société est placée en redressement judiciaire en décembre 2012.
Le 16 juin 2014, la sortie de la situation de redressement judiciaire est prononcée par le tribunal de commerce de Besançon le 16 juin 2014. PSP se relance, et une montée au capital d'Établissements Peugeot Frères à 80 % s'opère au mois d’avril de la même année. Thierry Mabille de Poncheville, alors directeur général délégué d'Établissements Peugeot Frères, est nommé à la tête du conseil d'administration.
En novembre 2017, Poivrières Salières Production (PSP) est rebaptisée Peugeot Saveurs.
Le développement de la marque Peugeot hors automobile est porté par Peugeot Frères Industrie, filiale à 100% d'Etablissements Peugeot Frères.
En 2017, Peugeot Frères Industrie prend une participation dans le Groupe Sigma, détenant lui-même la licence Peugeot Outillage.
En 2018, Peugeot Frères Industrie acquiert la majorité de Bretagne Céramique Industrie et monbento.
En 2022, le groupe Tivoly rejoint Peugeot Frères Industrie.
Au 30 juin 2022, la société est dirigée par Christian Peugeot.
Début juillet 2022, Peugeot Frères Industrie annonce le rachat du lunetier jurassien Julbo, une maison qui existe depuis 1888.
En 2024, Lafuma Mobilier a été acquis par Peugeot Frères Industrie.

## Outillage

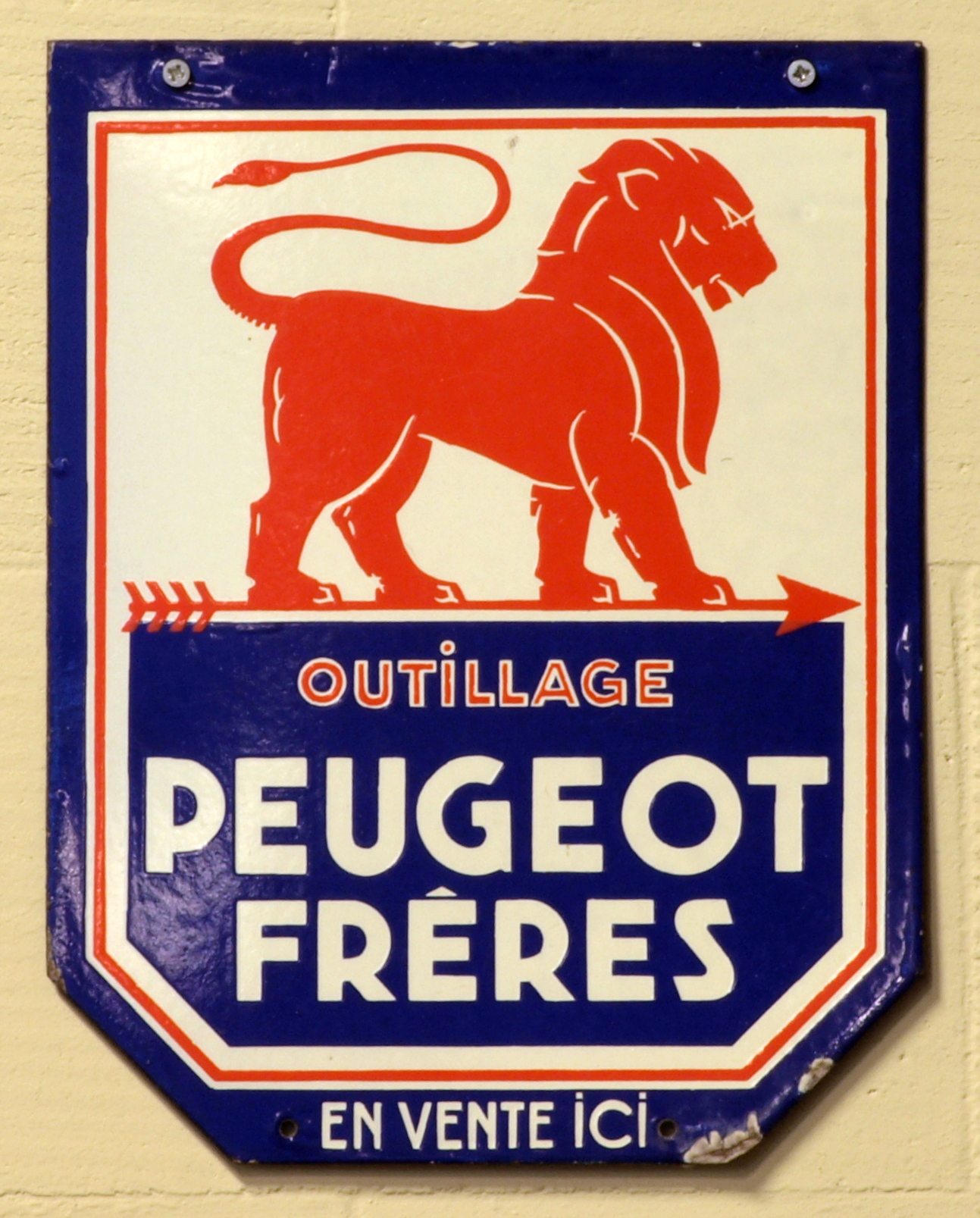
Peugeot Frères Outillage

1810 marque le début de la vocation industrielle de la famille Peugeot. Les deux frères aînés Jean Pierre et Jean Frédéric Peugeot transforment le moulin de Sous-Cratet (Doubs), hérité de leurs ancêtres meuniers, en fonderie d'acier. Ils produisent des rubans d'acier fins et des ressorts. 
Les premières scies Peugeot, dont la fabrication débute, obtiennent en 1812 la médaille d'or de première classe pour leur qualité et leur prix, distinction décernée par la Société d'encouragement pour l'industrie nationale. En 1818 : un premier dépôt de brevet ouvre l'ère de la fabrication des outils et en particulier des scies : le brevet couvre le procédé de laminage à froid, à chaud, le recuit, le redressage et l'aplatissage des lames de scies.
Le symbole du Lion apparaît en 1850 sur les lames de scies. Il doit symboliser les qualités des outils Peugeot : résistance des dents, souplesse des lames, rapidité de coupe.

En octobre 2017, le groupe familial Peugeot prend une participation minoritaire au capital du groupe Sigma, spécialisée dans la conception et la distribution d'équipements d'outillage pour particuliers.

Peugeot Frères Industrie fait l'acquisition en 2022 de Tivoly, groupe d'outillage leader dans la production d'outils coupants pour l'industrie, les professionnels et les particuliers.

## Table et Cuisine
Peugeot Saveurs SNC, Entreprise du Patrimoine vivant, fabrique largement en France et distribue dans 80 pays des moulins à épices, des accessoires d’œnologie, des couteaux et des instruments de cuisine sous la marque Peugeot.
Bretagne Céramique Industrie, Entreprise du Patrimoine Vivant, a été créée en 1930 à Languidic, en France, fabrique et commercialise des plats en céramique pour la cuisson.
Monbento dessine, conçoit et distribue dans plus de 70 pays des produits d’art de la table nomade – bentos, bouteilles réutilisables, lunch box enfants, contenants isothermes, accessoires – alliant praticité et élégance.

## Sport Outdoor
Julbo a été fondé en 1888 dans le Jura, berceau de la lunetterie Française. Le concepteur et fabriquant de solutions de vision et de protection outdoor a été racheté par la société Peugeot Frères Industrie en 2022.

## Mobilier Outdoor
Lafuma Mobilier est une entreprise française qui conçoit et fabrique du mobilier d'extérieur en France depuis 1954. La marque est reconnaissable par son mobilier en métal et en textile. Peugeot Frères Industrie en a fait l'acquisition en 2024.